# Clive Elliott
Sir Clive Christopher Hugh Elliott, 4e baronnet de Limpsfield, Surrey, (Moshi, Tanzanie 12 août 1945 - 18 avril 2018) est un ornithologue britannique et fonctionnaire international,.

## Biographie
Elliott est né dans le territoire du Tanganyika, où son père, Sir Hugh Elliott, est en poste en tant que fonctionnaire colonial. Pendant l'enfance de Clive, de 1951 à 1953, il accompagne ses parents à Tristan da Cunha, où son père est détaché en tant que premier administrateur. La vie sauvage et l'abondance d'oiseaux marins sur l'île, ainsi que la présence des éminents ornithologues Bunty et Berthus Rowan et de son propre père ornithologue, l'ont profondément marqué dans cette période formatrice de sa vie. Par la suite, il fréquente la Dragon School d'Oxford, retournant chez ses parents à Dar es Salam au Tanganyika pendant les vacances. Sa familiarité avec le swahili, acquise au Tanganyika avant sa transition en 1961 vers l'État indépendant de Tanzanie, est plus tard importante dans son travail en Afrique. Après la Dragon School, il poursuit ses études à Bryanston School. Plus tard, il étudie à l'University College d'Oxford, où il étudie la zoologie, se spécialisant en ornithologie. Après avoir obtenu son baccalauréat, il poursuit ses études d'ornithologie à l'Institut FitzPatrick de l'Université du Cap, avec des recherches sur le Tisserin du Cap Ploceus capensis. Il obtient un doctorat en zoologie en 1973.
En 1975, il rejoint l'Organisation des Nations Unies pour l'alimentation et l'agriculture (FAO) pour travailler au Tchad en tant que chercheur scientifique avec pour mission d'enquêter sur le contrôle du passereau ravageur migrateur, le Quelea à bec rouge, Quelea quelea. Cette espèce est endémique dans toutes les zones semi-arides de l'Afrique subsaharienne et inflige des dégâts considérables aux cultures céréalières. Une grande partie de son travail est donc consacrée à des voyages sur le terrain dans de nombreuses régions de l'Afrique du Nord et de l'Ouest.
En 1978, avec le déclenchement de la guerre civile au Tchad, Clive et son épouse Marie-Thérèse Rüttiman déménagent à Arusha, en Tanzanie, où il est nommé à un nouveau poste à la FAO, avec pour mandat de continuer à travailler sur Quelea dans toute l'Afrique de l'Est. En 1986, il est nommé chef de projet de l'unité de contrôle des oiseaux à la FAO et lui et sa famille déménagent à Nairobi.
En 1989, il est nommé à la Division des opérations agricoles de la FAO à Rome, et en 1995, il est promu au poste d'officier supérieur, Service de protection des plantes contre les ravageurs migrateurs. Bien que ce poste soit basé à Rome, il implique de nombreuses visites sur le terrain et la supervision de projets destinés à contrôler les ravageurs migrateurs tels que le criquet, légionnaire, et Quelea. Il est auteur et co-auteur de plusieurs publications sur la lutte antiparasitaire en Afrique, dont une étude basée sur des données de détection par satellite.
En 2006, Clive prend sa retraite dans l'Oxfordshire, où il continue à entreprendre des projets ornithologiques pour la FAO et reste actif en tant que consultant , et autorité reconnue sur les ravageurs des oiseaux africains. Il est président de l'Oxford Ornithology Society et membre du comité de l'Association Tristan da Cunha.